# ليزلي غوردون شاندلير
ليزلي غوردون شاندلير (بالإنجليزية: Leslie Gordon Chandler)‏ هو عالم طيور أسترالي، ولد في 1888 في Malvern, Victoria ‏ في أستراليا، وتوفي في 1980.